# Амвросий (Якалис)
Митрополит Амвросий (Якалис) (греч. Μητροπολίτης Αμβρόσιος Γιακαλής; 1940, Керамио, дим Каллони, Лесбос, Греция — 26 января 2016, Афины) — епископ Элладской православной церкви (формально также Константинопольской православной церкви), митрополит Сервийский и Козанский (1998—2004).

## Биография
Окончил богословский институт Афинского университета, изучал философию в Кембриджском университете (колледж Сент-Джонс), занимался исследовательской работой в Оксфорде (1989—1990).
В 1967 году был рукоположен во диакона, 1974 году — во священника.
11 октября 1998 года был хиротонисан во епископа Сервийского и Козанского с возведением в сан митрополита.
В феврале 2004 года ушел на покой по состоянию здоровья.
Скончался 26 января 2016 года в Афинах. Согласно своему завещанию похоронен на Афоне.